# Saint-Point-Lac
Saint-Point-Lac est une commune française située dans le département du Doubs, la région culturelle et historique de Franche-Comté et la région administrative Bourgogne-Franche-Comté.

## Géographie
Elle se situe au bord du lac de Saint-Point, sur la rive gauche du Doubs qui le traverse, à côté des Grangettes en face de Malbuisson non loin de la frontière suisse en Franche-Comté.

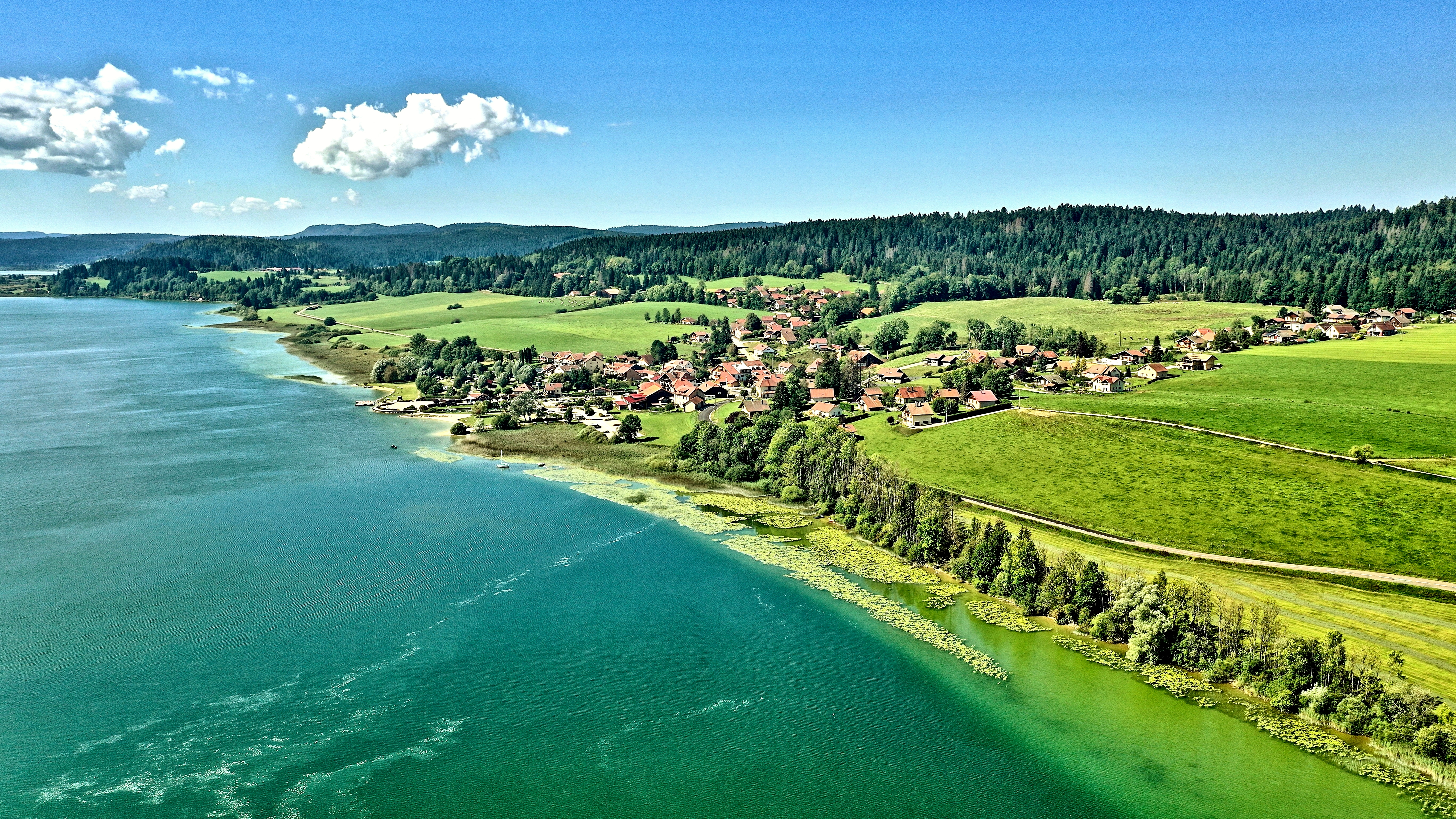
Vue générale du village au bord du lac de Saint-Point.

### Toponymie
De lacu donni Valtheri en 1263 ; Villa de lacu en 1269 ; Lou lay dam Vatier en 1282 ; Lay Damp Wauthier en 1325 ; Saint Ponce en 1454 ; Saint Poing en 1598 ; Sainct Point en 1614.

### Climat
Pour des articles plus généraux, voir Climat de la Bourgogne-Franche-Comté et Climat du Doubs.
En 2010, le climat de la commune est de type climat de montagne, selon une étude du Centre national de la recherche scientifique s'appuyant sur une série de données couvrant la période 1971-2000. En 2020, Météo-France publie une typologie des climats de la France métropolitaine dans laquelle la commune est exposée à un climat de montagne ou de marges de montagne et est dans la région climatique  Jura, caractérisée par une forte pluviométrie en toutes saisons (1 000 à 1 500 mm/an), des hivers rigoureux et un ensoleillement médiocre. 
Pour la période 1971-2000, la température annuelle moyenne est de 7,4 °C, avec une amplitude thermique annuelle de 16,6 °C. Le cumul annuel moyen de précipitations est de 1 571 mm, avec 11,9 jours de précipitations en janvier et 11,1 jours en juillet. Pour la période 1991-2020, la température moyenne annuelle observée sur la station météorologique de Météo-France la plus proche, « Labergement », sur la commune de Labergement-Sainte-Marie à 5 km à vol d'oiseau, est de 8,0 °C et le cumul annuel moyen de précipitations est de 1 459,4 mm. 
La température maximale relevée sur cette station est de 36,4 °C, atteinte le 31 juillet 1983 ; la température minimale est de −33 °C, atteinte le 9 janvier 1985,,. 
Les paramètres climatiques de la commune ont été estimés pour le milieu du siècle (2041-2070) selon différents scénarios d'émission de gaz à effet de serre à partir des nouvelles projections climatiques de référence DRIAS-2020. Ils sont consultables sur un site dédié publié par Météo-France en novembre 2022.

## Urbanisme

### Typologie
Au 1er janvier 2024, Saint-Point-Lac est catégorisée commune rurale à habitat dispersé, selon la nouvelle grille communale de densité à 7 niveaux définie par l'Insee en 2022.
Elle est située hors unité urbaine. Par ailleurs la commune fait partie de l'aire d'attraction de Pontarlier, dont elle est une commune de la couronne,. Cette aire, qui regroupe 54 communes, est catégorisée dans les aires de moins de 50 000 habitants,.

### Occupation des sols
L'occupation des sols de la commune, telle qu'elle ressort de la base de données européenne d’occupation biophysique des sols Corine Land Cover (CLC), est marquée par l'importance des forêts et milieux semi-naturels (34,1 % en 2018), une proportion identique à celle de 1990 (34,1 %). La répartition détaillée en 2018 est la suivante : 
forêts (34,1 %), eaux continentales (27,5 %), prairies (16,4 %), zones agricoles hétérogènes (14,4 %), zones urbanisées (7,3 %), zones humides intérieures (0,2 %). L'évolution de l’occupation des sols de la commune et de ses infrastructures peut être observée sur les différentes représentations cartographiques du territoire : la carte de Cassini (XVIIIe siècle), la carte d'état-major (1820-1866) et les cartes ou photos aériennes de l'IGN pour la période actuelle (1950 à aujourd'hui).

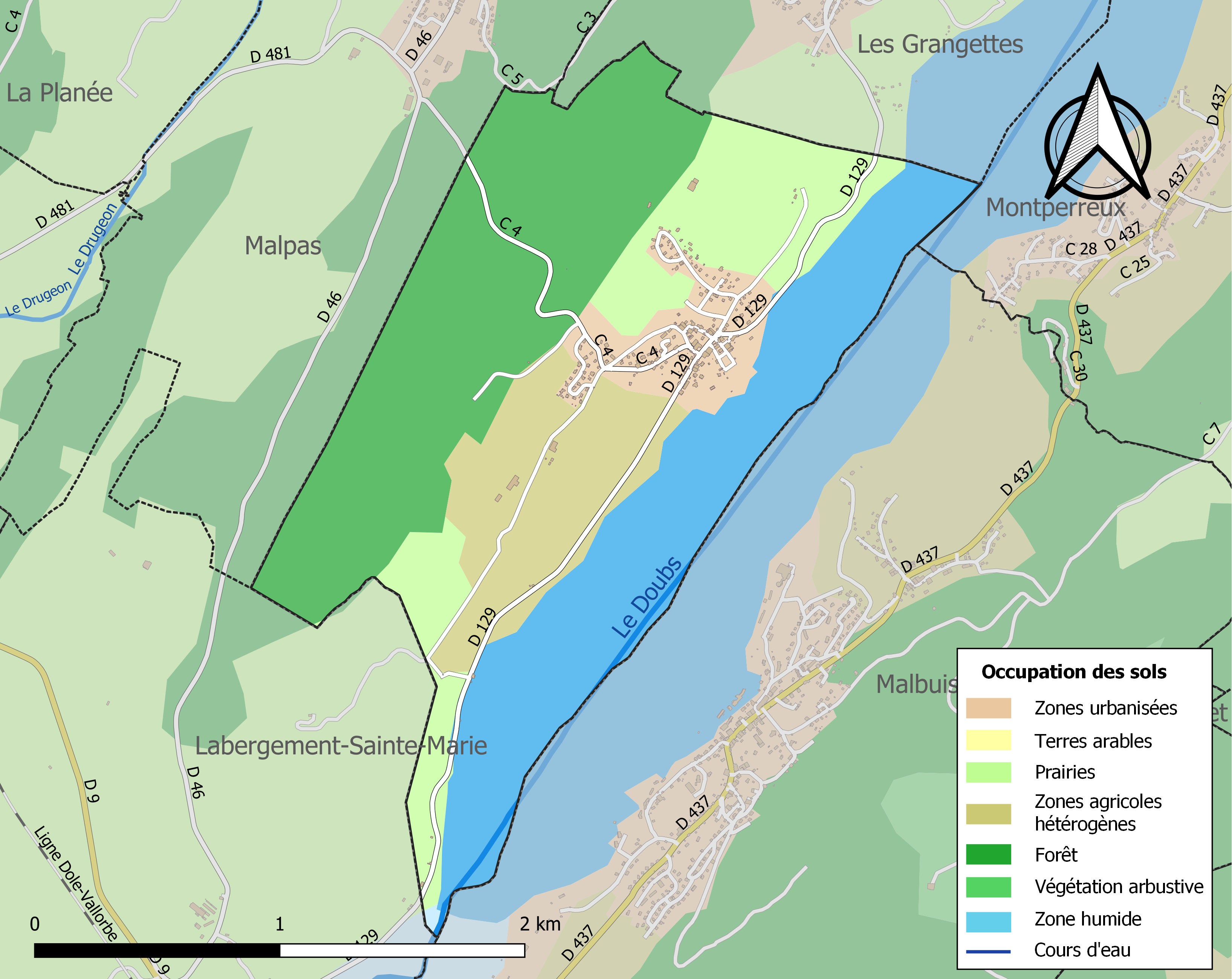
Carte des infrastructures et de l'occupation des sols de la commune en 2018 (CLC).

## Histoire

### Origines historiques
Au XIe siècle, la haute vallée du Doubs est un grand désert vert. À partir du XIIe siècle, les grands changements qui affectent le monde occidental depuis un siècle, atteignent la région : les routes s’animent, les villes sortent de leur torpeur, la population augmente, l’outillage s’améliore, la culture gagne des terres, le climat lui-même semble se réchauffer légèrement… De tous ces facteurs, l’accroissement démographique paraît le plus important, puisqu’il provoque un afflux de main d’œuvre disponible pour les défrichements et déclenche une "fringale de terres" chez ceux qui veulent se faire une place au soleil. Ainsi les regards se tournent-ils vers ces régions jusque-là désertes, où l’espace ne manque pas à condition de pouvoir le maîtriser : peu à peu, des colons vont arriver, la haute vallée du Doubs entre dès lors dans l’histoire." Les premiers colons furent des religieux, des ermites qui fuyaient le monde des humains pour se retirer dans des "déserts" et réaliser leurs aspirations à la pauvreté, au travail et à l’ascèse. Contrairement au sens habituel du terme, ces ermites ne vivent pas isolément, mais en petits groupes qui tentent d’assurer leur survie matérielle au milieu de ces joux hostiles. Trois îlots religieux voient ainsi le jour en amont de Pontarlier, à Mouthe et entre les lacs de Dampvauthier (lac de Saint Point) et Savoureux, (lac de Remoray)".
L'abbaye clunisienne de Romainmôtier (à 35 km de Saint-Point, en Suisse voisine), détient des biens en Franche Comté dès le XIe siècle, à Bannans et à Sainte-Colombe. Pour rejoindre ses possessions, l’abbaye a envoyé une colonie de religieux et pris possession de terres à Vaux, non loin du bout du lac de Saint-Point. Une seigneurie ecclésiastique est créée à cet endroit qui va devenir un relais sur la route de la Chaux d’Arlier, où se trouvent ses possessions. Des moines, venus de Vaux, créent sur la rive gauche du lac un ermitage, puis un prieuré. La création du prieuré du Lay Dampvauthier n’est attestée par aucun acte, mais on peut supposer qu'il a été fondé alors qu'Étienne IV (1193-1223) était prieur de Romainmôtier. Ce dernier faisait aussi partie du chapitre de l'Église Sainte-Madeleine de Besançon. Lay Dampvauthier devient un prieuré clunisien qui dépend directement de Romainmôtier et le seul prieuré qui sera créé par cette abbaye dans le diocèse de Besançon. Le territoire appartenait au baroichage de Pontarlier et le défrichement s’y faisait avec l’accord de la ville.
La tradition raconte qu’un ermitage aurait vu le jour dans ce vallon, au bord du lac. Dom Vauthier et Fournier s’y seraient installés. Un village se forme en ce lieu, les habitants l’appellent Dampvauthier, du nom de l’un des ermites. C’est le début des défrichements, ce nom est donné au lac, et même, pour un temps, à toute la communauté des villages installés autour du lac. Jusqu’à la Révolution, le "tombeau" de Vauthier et de Fournier était dans l’allée centrale de l’église, plusieurs documents le décrivent avec précision.
Le seul bâtiment actuellement conservé est l’église. Ses plus anciens éléments existants datent de la fin du XIIe siècle ou du début du XIIIe siècle, ce qui correspondrait à la fondation du prieuré. En 1226, un certain Girard, prieur du prieuré du Lac reçoit à Pontarlier un acte portant arbitrage par Henri II sire de Joux. En 1239, Pierre Barthelet fait donation à l’Abbaye de Mont-Sainte-Marie d’une terre située au Lay Dampvauthier. Ce sont les premiers actes qui parlent de l'endroit.
Les défricheurs de la communauté villageoise vont bientôt rencontrer ceux de l’Abbaye de Mont-Sainte-Marie, abbaye cistercienne établie entre le lac Dampvauthier (lac de Saint-Point) et le lac Savoureux (lac de Remoray). Ce sont les premières contestations de voisinage en 1243 puis en 1257 où les hommes de Romainmôtier à Vaux, se querellent avec ceux de l’abbaye de Mont-Sainte-Marie. Le prieur de Dampvauthier représente Romainmôtier dans ce différend.
Aucun document ne donne le nombre de moines au prieuré ou le mode de fonctionnement de celui-ci à ce moment, pas plus que le nombre d'habitants de la communauté villageoise qui s'est formée à cet endroit. Mais les occupants des lieux sont des hommes libres, ils dépendent de Pontarlier et ne sont pas mainmortables comme leurs voisins des seigneuries ecclésiastiques du Mont-Sainte-Marie ou de Romainmôtier.
Nommé anciennement Dampvauthier locus Domni Pontii heremitae ce nom sera changé au XVIe siècle pour prendre celui de Saint-Point-Lac. Ce choix de Ponce (Domus Pontius) serait en hommage à Ponce de Faucigny, (1100 - 1178), frère d'Arcadius (ou Ardutius) de Faucigny évêque de Genève, entré comme moine à l'âge de 20 ans en l'Abbaye d'Abondance. La légende raconte qu'un hiver les habitants d'une ville appelée Damvautier étaient restés sourds aux appels à l'aide d'une femme courant de maison en maison en portant son enfant qui se mourait de froid ; seul un vieil ermite nommé Ponce lui aurait accordé l'asile et sauvé l'enfant. Dans la nuit le vieillard décédait et l'enfant recouvrait la vie, dans le même temps la ville disparaissait sous les eaux d'un lac. Une autre légende raconte qu'un ermite nommé Pontius avait bâti une cellule et un oratoire en bordure du lac de Damvautier au VIe siècle.

### Le baroichage
Ce nom vient de "Parochia" ou "Barochia" qui désigne le district d'un juge ou d'une administration. Dix neuf villages composent le "baroichage" : Les Granges-Naboz, Les deux Malpas, La Planée, Touillon-et-Loutelet, Malbuisson, Montperreux, Les Grangettes, Les Etraches, Doubs, Arc-sous-Cicon, Athose, Nods, Aubonne, Saint-Gorgon, Septfontaines et Saint-Point ; bien que ce territoire soit très vaste il doit son existence aux liens qui se sont tissés entre ces villages au cours de la domination romaine sur la région. La communauté du "baroichage" s'est formée dans la même période que celle où les hommes libres ("ingenuii") furent autorisés à choisir pour suzerain un prince de l'empire de Charlemagne ou l'un de ses vassaux, c'est-à-dire au début du IXe siècle, et devait durer jusqu'au XVIIe siècle, cette particularité leur valait le droit de posséder des fiefs et les armoiries des terres que leurs ancêtres, s'ils étaient des Varasques, avaient tenu sous forme de "charge militaire" à l'époque de la Gaule romaine. À cette période les terres sont défrichées et mises en culture et au VIe siècle l'abbaye d'Agaune reçoit du roi burgonde Sigismond de vastes propriétés dans le comté de Warasch où elle implante des colons dans les localités de Pontarlier, Des Grangettes et de Doubs ;  petit à petit ils vont occuper les territoires en direction du nord-ouest et du nord, s'écartant ainsi de la Chaux d'Arlier, et mettre à profit l'usage qui donne le droit de propriété au premier occupant.
Aucune charte n'officialise la "libre association" du "baroichage" car elle ne résulte pas d'une concession seigneuriale mais sa réalité est prouvée par les actes qui ont été rédigés tout au long de son existence ; ainsi il est établi qu'elle est gouvernée à la manière des "bourgs libres" avec des magistrats et des officiers élus parmi les bourgeois et toutes les localités nomment quatre jurés, parmi leurs habitants, qui prennent part à l'administration communale. Lorsque Frédéric Barberousse retire les seigneuries de Cicon, d'Usie et la gardienneté de Pontarlier aux sires de Salins pour les remettre aux sires de Joux ces derniers maintiennent aux "barons-bourgeois" leurs droits en reconnaissant qu'ils n'avaient pas été conquis mais leur appartenaient par leur "primo-souveraineté" sur ses terres. Cette concession apparait dans la charte de 1246 où ils sont nommés "barons bourgeois" ou "baron" s'ils sont descendants des bourguignons préposés à la garde des gorges du Jura ou "ingenui (gentilles)" ou "gentils-hommes" si leurs ancêtres sont venus s'établir dans le "baroichage" plus tard. Parmi les obligations fixées aux sires de Joux figure celle de se voir interdire la construction de forteresses dans la plaine allant de Malpas à Bulle et d'avoir au "lait Dampvauthier" un autre prévôt que celui de Pontarlier.
Ainsi les habitants cultivent des terres franches et exemptes de droits féodaux. Sous les comtes de Bourgogne elle jouit du franc-alleu et les sires de Joux n'en sont que les protecteurs. D'ailleurs dans la charte de 1344, confirmée en 1430 par Guillaume de Vienne, qui fixe les droits et les devoirs des habitants ceux-ci sont qualifiés de "francs-sergents". Le territoire n'appartient pas à Hugues de Blonay, sire de Joux, ni la chasse, ni la pêche, ni les bois et les cours d'eau. Ils n'ont aucun droit de vente sur eux. La qualité de protecteur ne leur donne que leur voix dans la gestion de la "commune". Ce sont ces "hommes libres" que les religieux de l'abbatiale de Romainmôtier vont trouver en venant s'y établir et ils n'ont donc pas besoin d'y introduire des colons pour mettre en valeur les terres du lac.
Les "communiers" (habitants) de ces villages se nomment aussi "retrahants" car ils peuvent se retirer à Pontarlier en cas de guerre en échange de participer à l'entretien des fortifications de cette ville. Jusqu'en 1508 les villages des Grangettes, Malbuisson, Touillon, Chaudron et Montperreux restent rattachés au vicariat de Saint-Point avant de s'en séparer. Ces villages forment la communauté connue sous le nom de Lay Damvautier jusqu'en 1537 et sont sous la prévôté de Saint-Point, elle-même dépendante de la châtellenie de Pontarlier.
La communauté du "baroichage" ou "bouchéage" est dissoute en 1692 par un traité du roi de France qui aliène les justices et seigneuries de faible importance, c'est pourquoi la communauté du lac est démembrée de la châtellenie de Pontarlier. Les droits de justices et de prérogative du quartier du lac sont vendus par l'intendant de la province M. de Bernage à M. Dele-Alexandre Perrinot pour un quart et à M. François Vannod pour le reste.

### Une juridiction des évêques de Lausanne
À une vingtaine de kilomètres se trouve le lac de Joux dont les rives appartiennent à l'abbaye qui s'y dresse et qui donnera le nom de l'Abbaye au village. Ce monastère est de l'ordre des Prémontrés et a régulièrement donné un des siens comme abbé à l'abbaye de Mont-Sainte-Marie encore plus proche de celle de Saint-Point. Des contestations s'élèvent entre les religieux de l'abbaye du Lac de Joux et ceux de Damvautier appelés "lieu, frates qui in loco domni Pontii heremitae commorantur" aux sujets de la possession des terres autour du lac et du droit de pêche ; le litige est tranché par Pierre, archevêque Tarentaise et Amédée évêque de Lausanne en 1155. Il est décidé que les religieux du "lieu" ne pourraient être qu'au nombre de dix, qu'ils seraient soumis à l'évêque de Lausanne, qu'ils ne pourraient pas accueillir de moines, ni de chanoines, mais seulement "des hommes passant de la vie séculière à la vie religieuse (convers)" ; un troisième arbitre en la personne de l'archevêque de Vienne décide deux ans plus tard que l’ermitage de Pontius soit sous l'autorité de l'abbé du Lac-de-Joux, que les habitants du lieu peuvent seulement défricher sans rien construire sur les alentours aussi loin qu'ils le veulent sauf du côté de Mouthe où ils ne peuvent pas aller plus loin que la distance de "trois jets d'arbalète". C'est pourquoi les évêques de Lausanne eurent la juridiction des terres du lac de Damvautier.
Après l'adoption de la Réforme protestante à Romainmôtier le prieuré du lac devient indépendant. En 1508 Montperreux, Chaon et Chauderon bâtissent une chapelle sous l'invocation de sainte Madeleine. Malbuisson et Vezenay construisent une église en 1618 et Les Grangettes en 1636.

### Liste des prieurs
- 1299-avant 1326 : Girard de la Sarraz
- 1326 : Dom Richard
- 1327 : Robert d'Arbois
- 1360 : Hugues de Bursins
- 1371-1380 : Otton de Saint Martin
- 1395 : Gérard Mayor de Cugy
- 1403 : Pierre Aymon
- 1405 : Gérard Mayor de Cugy
- 1424-1425 : Aymon d'Orchamps
- 1426 : Jean Regis
- 1427 : Antoine Mestral
- 1432-1460 : Jean Lucie
- 1465 : Aymon Mayor de Romainmôtier
- 1470 : Jean de Jougne
- 1478-1502 : Claude Michaud
- 1508-1537 : Antoine de Bégnins
- 1585 : Claude Mottet
- 1597 : François Perrier
- 1648 : Hugues Perrinot
- 1654 : Philibert Bressand
- 1658 :Hugues Perrinot du Russey
- 1681 : Pierre-Joseph Perrinot d'Ornans
- 1690 : Henri-Joseph Perrinot
- 1701 : Delle-Alexandre Perrinot
- 1748 : Gabriel Marin
- 1778: Edme Guillegaux

## Politique et administration
| Période                                  | Période  | Identité              | Étiquette     | Qualité       |
| ---------------------------------------- | -------- | --------------------- | ------------- | ------------- |
| mars 2001                                | 2008     | Gérard Mondet         |               |               |
| mars 2008                                | 2014     | Jean-Pierre Lanquetin |               |               |
| mars 2014                                | mai 2020 | Patrick Liégeon       | SE app LR     | Fonctionnaire |
| mai 2020                                 | En cours | Patricia Fagiani      | SE app. LaREM |               |
| Les données manquantes sont à compléter. |          |                       |               |               |

## Démographie
L'évolution du nombre d'habitants est connue à travers les recensements de la population effectués dans la commune depuis 1793. Pour les communes de moins de 10 000 habitants, une enquête de recensement portant sur toute la population est réalisée tous les cinq ans, les populations de référence des années intermédiaires étant quant à elles estimées par interpolation ou extrapolation. Pour la commune, le premier recensement exhaustif entrant dans le cadre du nouveau dispositif a été réalisé en 2005.

En 2022, la commune comptait 305 habitants, en évolution de +8,54 % par rapport à 2016 (Doubs : +1,88 %, France hors Mayotte : +2,11 %).
| 1793 | 1800 | 1806 | 1821 | 1831 | 1836 | 1841 | 1846 | 1851 |
| ---- | ---- | ---- | ---- | ---- | ---- | ---- | ---- | ---- |
| 144  | 112  | 125  | 145  | 147  | 140  | 134  | 123  | 132  |

| 1856 | 1861 | 1866 | 1872 | 1876 | 1881 | 1886 | 1891 | 1896 |
| ---- | ---- | ---- | ---- | ---- | ---- | ---- | ---- | ---- |
| 111  | 119  | 122  | 131  | 113  | 119  | 111  | 93   | 93   |

| 1901 | 1906 | 1911 | 1921 | 1926 | 1931 | 1936 | 1946 | 1954 |
| ---- | ---- | ---- | ---- | ---- | ---- | ---- | ---- | ---- |
| 94   | 104  | 119  | 95   | 80   | 69   | 84   | 83   | 104  |

| 1962 | 1968 | 1975 | 1982 | 1990 | 1999 | 2005 | 2006 | 2010 |
| ---- | ---- | ---- | ---- | ---- | ---- | ---- | ---- | ---- |
| 118  | 96   | 102  | 98   | 134  | 190  | 254  | 251  | 276  |

| 2015 | 2020 | 2022 | - | - | - | - | - | - |
| ---- | ---- | ---- | - | - | - | - | - | - |
| 280  | 298  | 305  | - | - | - | - | - | - |

## Lieux et monuments
- L'Église Saint-Point[23],  Inscrite MH (2004).

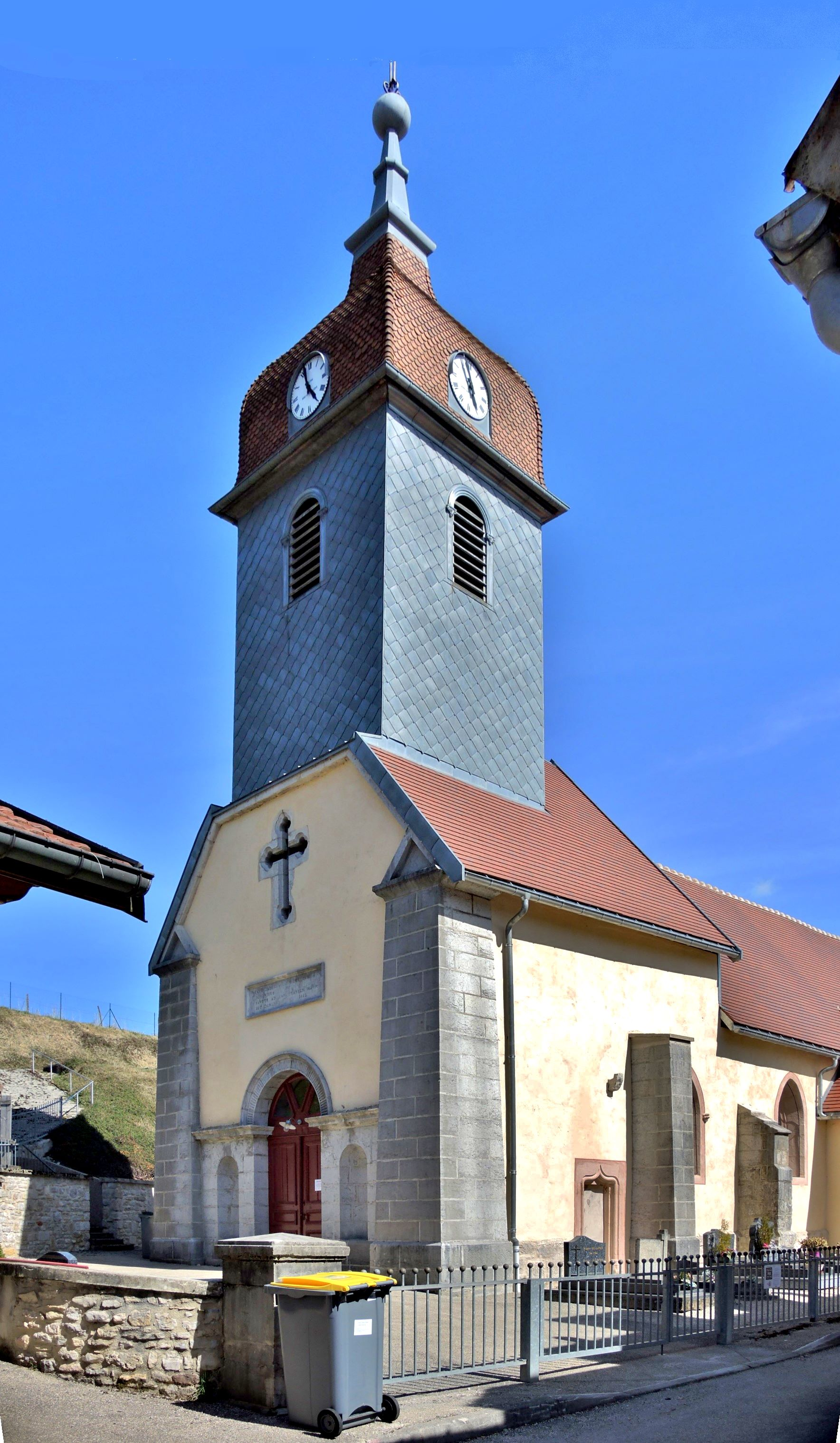
Eglise Saint-Point

- Le monument aux morts, dans le cimetière, à côté de l'église.
- La fromagerie recensée dans la base Mérimée[24].
- Le port de plaisance et la plage surveillée en été.

## Personnalités liées à la commune
- Thomas Bouchet[Qui ?]

## Images de la commune

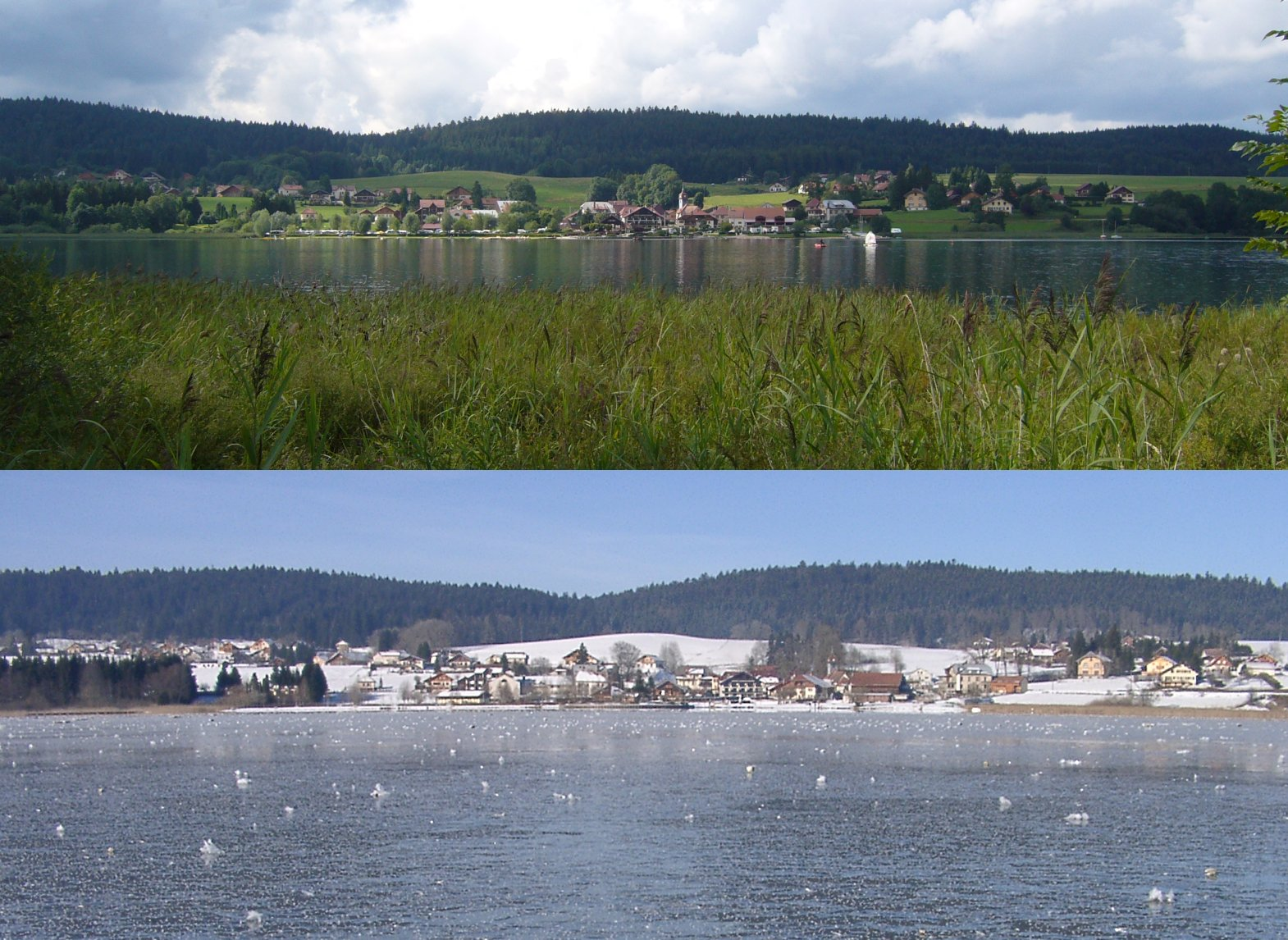
Vue du village depuis la rive droite du Lac de Saint-Point en été et en hiver.
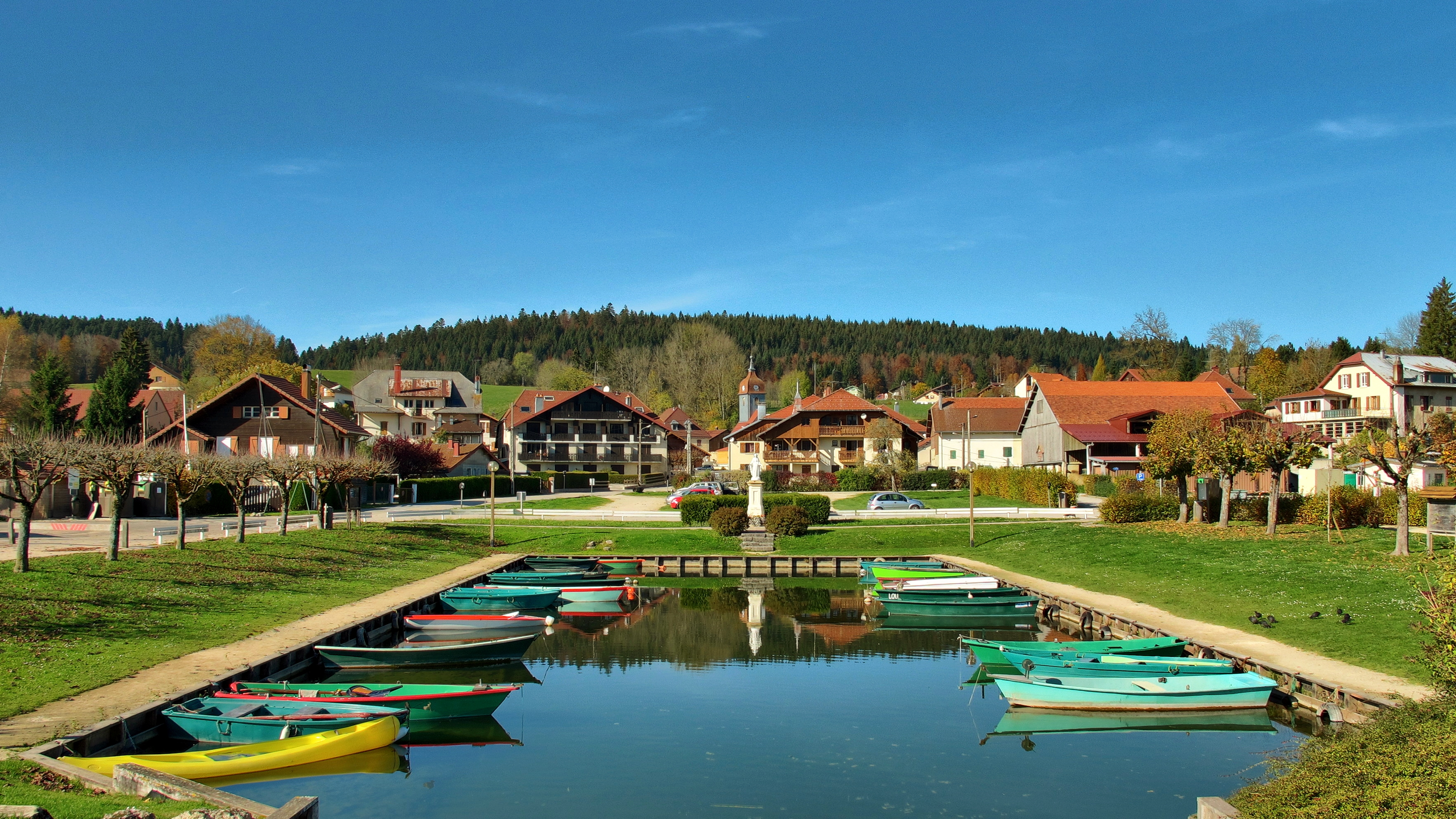
Le port de plaisance.
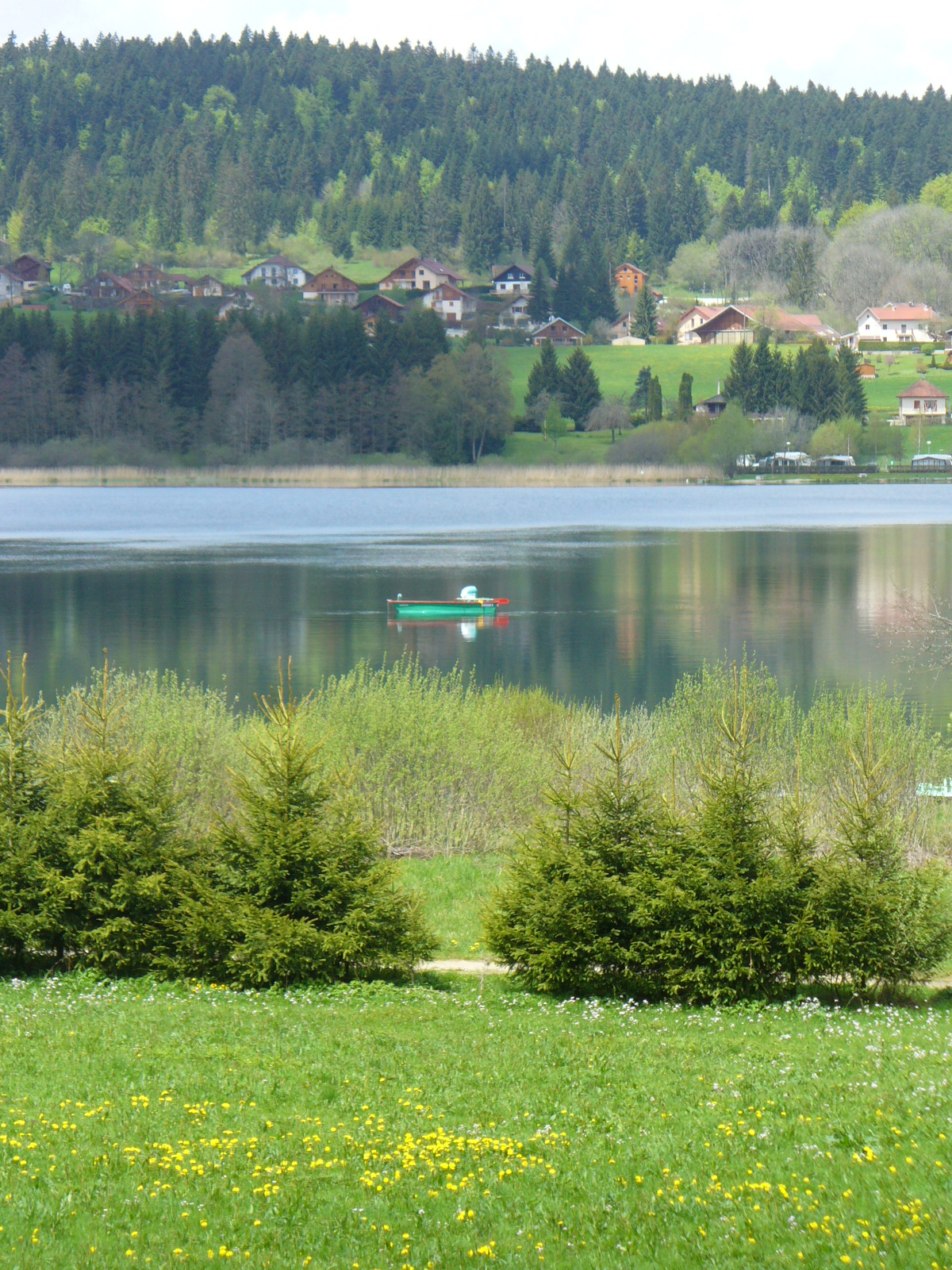
Un pêcheur devant le village.
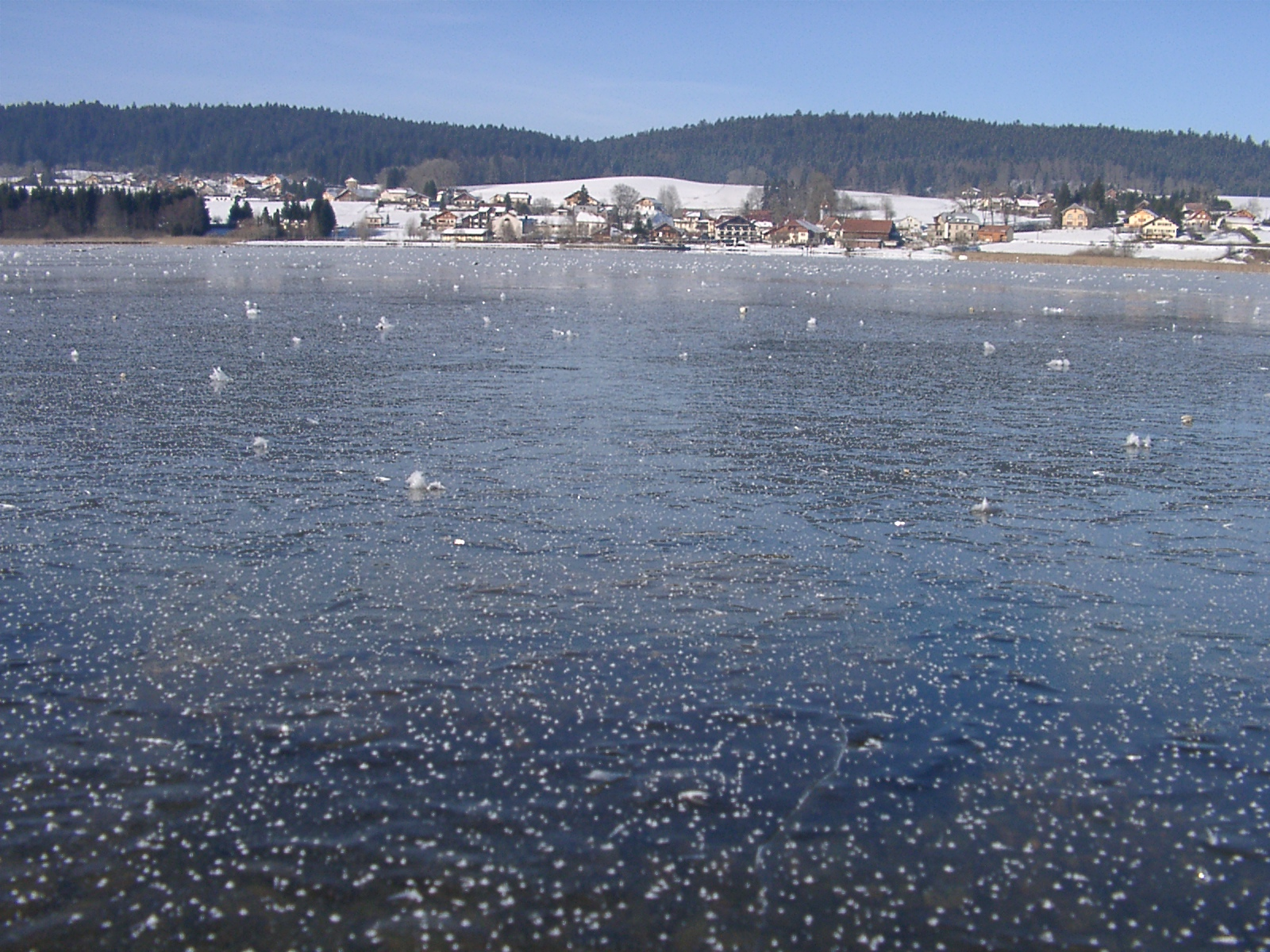
Vue de la commune avec le lac gelé en premier plan.